# Jacaré
Jacaré (do tupi iakaré) também chamado aligátor (do inglês "alagarto" ou "alligator"; do espanhol "el lagarto") e caimão (do taíno "kaiman"), são crocodilianos da família Alligatoridae, semelhantes aos crocodilos, dos quais se distinguem pela cabeça mais curta e larga, pela presença de membranas interdigitais (semelhante barbatana) nos polegares das patas traseiras e, com relação à dentição onde o quarto dente canino da mandíbula inferior encaixa em um furo da mandíbula superior, enquanto que nos crocodilos sobressai para fora, quando têm a boca fechada. O tamanho de um jacaré pode variar de 1,2 metros (jacaré-anão) até 5,5 metros (jacaré-açu), podendo pesar de seis a seiscentos quilos.
Os jacarés habitam as Américas, tendo desaparecido da Europa na era Plioceno.[carece de fontes?] Na América do Norte, ocorre, somente, o gênero Alligator.

## Etimologia
O termo "jacaré" se origina do termo tupi iakaré, de significado etimológico incerto. O termo "aligátor" se origina do termo inglês "alligator", que provavelmente é uma forma anglicanizada do espanhol "el lagarto". Algumas variações antigas da grafia em inglês incluem "allagarta" e "alagarto". Já o termo "caimão" se origina do termo taíno "kaiman". Caimão é um nome comum a diversos jacarés americanos do gênero Caiman.

## Características
Os jacarés se diferenciam dos crocodilos por possuírem uma cabeça mais curta e mais larga, com focinhos mais avantajados. Onde Jacarés ingerem carne e peixe.
O menor jacaré é o jacaré-anão, cujo comprimento varia entre 1,2 e 1,4 metros e pesa de 6 a 7 quilogramas. O aligátor-americano tem um tamanho médio de 3 a 4,6 metros, chegando até 5,3 metros e 400 quilogramas. O tamanho médio do jacaré-açu é de 2,8 a 4,2 metros, podendo alcançar os 6 metros e mais de 400 quilogramas.

## Distribuição geográfica
O aligátor-americano (Alligator mississippiensis) é uma espécie típica dos Estados Unidos. O aligátor-chinês (Alligator sinensis) é encontrado no leste da China, na região do rio Yangtzé. Os jacarés da subfamília Caimaninae são encontrados na América do Sul, porém o jacaretinga (Caiman crocodilus) também é encontrado na América Central e sul do México.

## Classificação taxonómica
- Superfamília Alligatoroidea
  - Família Alligatoridae
    - Subfamília Alligatorinae
      - Gênero Albertochampsa (extinto)
      - Gênero Chrysochampsa (extinto)
      - Gênero Hassiacosuchus (extinto)
      - Gênero Navajosuchus (extinto)
      - Gênero Ceratosuchus (extinto)
      - Gênero Allognathosuchus (extinto)
      - Gênero Hispanochampsa (extinto)
      - Gênero Arambourgia (extinto)
      - Gênero Procaimanoidea (extinto)
      - Gênero Wannaganosuchus (extinto)
      - Gênero Krabisuchus (extinto)
      - Gênero Eoalligator (extinto)
      - Gênero Alligator
        - Alligator prenasalis (extinto)
        - Alligator mcgrewi (extinto)
        - Alligator olseni (extinct)
        - Jacaré-da-china, Alligator sinensis
        - Alligator mefferdi (extinto)
        - Jacaré-americano, Alligator mississippiensis

    - Subfamília Caimaninae
      - Gênero Necrosuchus (extinto)
      - Gênero Eocaiman (extinto)
      - Gênero Paleosuchus
        - Jacaré-anão, Paleosuchus palpebrosus
        - Jacaré-coroa, Paleosuchus trigonatus

      - Gênero Purussaurus (extinto)
      - Gênero Mourasuchus (extinto)
      - Gênero Orthogenysuchus (extinto)
      - Gênero Caiman
        - Jacaré-do-pantanal, Caiman yacare
        - Jacaretinga, Caiman crocodilus
          - C. c. apaporiensis
          - C. c. fuscus

        - Caiman lutescans (extinto)
        - Jacaré-de-papo-amarelo, Caiman latirostris

      - Gênero Melanosuchus
        - Melanosuchus fisheri (extinto)
        - Jacaré-açu, Melanosuchus niger
        - Melanosuchus latrubessei (extinto)

| Espécie                                     | Distribuição geográfica | Estado na IUCN                       | Descrição |
| ------------------------------------------- | ----------------------- | ------------------------------------ | --- |
| Jacaré-americano Alligator mississippiensis |                         | Pouco preocupante (IUCN 2.3)         | Espécie amplamente distribuída pelo sudeste dos Estados Unidos. Machos medem no máximo 4,5 m de comprimento e as fêmeas medem até 3 m. Habita pântanos, lagos e banhados, ocorrendo em menor densidade ao longo de rios. São capazes de sobreviver a temperaturas abaixo de zero. |
| Jacaré-da-china Alligator sinensis          |                         | Criticamente em perigo (IUCN 2.3)    | Espécie de pequeno porte medindo até 2 m de comprimento. Historicamente,era amplamente distribuído pela bacia do rio Yangtzé, no sudeste da China. Atualmente, ocorre em uma região restrita na província de Anhui sendo um dos crocodilianos mais ameaçados atualmente. Habita regiões de clima temperado e hiberna para sobreviver a invernos rigorosos.                                                                                                 |
| Jacaretinga Caiman crocodilus               |                         | Pouco preocupante (IUCN 2.3)         | A jacaretinga apresenta a mais ampla distribuição geográfica entre os crocodilianos do Novo Mundo, ocorrendo desde o sul do México até o norte do Brasil e do Peru. É uma espécie de porte médio, com machos podendo medir até 2,7 m de comprimento. Muito adaptável, habita qualquer tipo de ambiente associado à água. |
| Jacaré-de-papo-amarelo Caiman latirostris   |                         | Pouco preocupante (IUCN 2.3)         | É amplamente distribuído pelo sudeste da América do Sul, ocorrendo em qualquer ecossistema associado à água nas bacias dos rios Paraná, Paraguai, Uruguai e São Francisco, sendo comum desde o extremo leste do Brasil até o Uruguai. Também ocorre em ecossistemas costeiros, como mangues. Apresenta porte médio, podendo medir até 3,5 m de comprimento, embora animais maiores de 2 m sejam raros na natureza.                                         |
| Jacaré-do-pantanal Caiman yacare            |                         | Pouco preocupante (IUCN 2.3)         | Ocorre do norte da Bolívia e oeste do Brasil até o norte da Argentina, sendo encontrado em ecossistemas associados às bacias dos rios Guaporé, Madeira, Paraguai e Paraná, sendo comum no Pantanal. É uma espécie semelhante morfologicamente à jacaretinga e tolerante à pressão de caça. |
| Jacaré-açu Melanosuchus niger               |                         | Dependente de conservação (IUCN 2.3) | É a maior espécie de jacaré, podendo medir até 5 m de comprimento, sendo amplamente distribuído pela bacia do rio Amazonas e habitando qualquer ecossistema associado a água. Já esteve muito ameaçado de extinção, tendo sua população aumentado nas últimas décadas, principalmente no Brasil, por conta da proibição da caça. |
| Jacaré-anão Paleosuchus palpebrosus         |                         | Pouco preocupante (IUCN 2.3)         | Espécie de pequeno porte que ocorre nas bacias dos rios Amazonas e Orinoco no norte e entre as bacias dos rios Paraguai e Paraná e do São Francisco. É considerado o menor crocodiliano, dificilmente ultrapassando 1,6 m de comprimento, apesar de registros de até 2 m de comprimento. |
| Jacaré-coroa Paleosuchus trigonatus         |                         | Pouco preocupante (IUCN 2.3)         | Espécie de pequeno porte facilmente confundida com o jacaré-anão, mas tamanho maior, podendo medir até 2,3 metros de comprimento. Sua distribuição geográfica também é mais restrita, não ultrapassando as bacias dos rios Amazonas e Orinoco. Apesar de ser mais comumente encontrado em áreas densamente florestadas, é uma espécie resistente a alterações feitas pelo homem. Assim como o jacaré-anão, é uma espécie cuja biologia foi pouco estudada. |

## Caça ao jacaré pelos nativos do Novo Mundo
Os nativos do Novo Mundo apreciavam a carne do jacaré e utilizavam seu couro para fazer gamelas. Os ovos do jacaré eram muitos apreciados pelos Kaxúyana do Amazonas e Pará, que os consumiam durante as refeições. Ossos deste animal eram usados como ponta da zagaia, uma lança curta usada pelos Guató do Mato Grosso.
O jacaré era um voraz predador dos peixes eventualmente presos às armadilhas montadas pelos nativos nas pescarias. O animal também estava associado à lenda do fogo, já que se acreditava que ele engolira o fogo que o deus Tupã esquecera sobre uma pedra.
Os Kisêdjé do Mato Grosso consumiam uma grande quantidade de jacarés. Os Timucua da Geórgia e Flórida também o faziam e os Pariana e os Kayu-vicena dos rios Tocantins e Solimões estimavam a carne do jacaré feita no moquém. Os cintas-largas, de Mato Grosso e Rondônia, capturavam os jacarés arrancado-os de suas tocas nos leitos dos córregos.
Quando o nativo amazônico encontrava algum jacaré dormindo parcialmente enterrado no barro aproximava-se com cautela e colocava um pé na cabeça e outro no dorso do animal. Enterrava a mão no lodo e, puxando a pata, virava o jacaré de costas. Amarrava suas patas e boca, dominando-o.
Também caçavam crocodilos e jacarés com um pedaço de pau com as pontas bem afiadas. Quando o animal estava no seco tomando sol o índio se aproximava do lado do sol e quando o animal abria a boca para atacá-lo, ele nela enfiava a mão com a estaca e ao tentar abocanhar a mão a estaca se cravava na parte superior e inferior da boca do animal.
Na captura de crocodilo e jacaré, nativos venezuelanos utilizavam uma corda comprida de couro de peixe-boi, na qual havia um laço em uma das extremidades. Dois índios, um segurando a corda e o outro o laço, se aproximavam sem serem percebidos do animal que estava tomando sol. Ao mesmo tempo em que a fera se jogava na água o índio laçava sua boca e subia em cima dele. O animal tentava nadar, mas não conseguia devido ao peso que estava nas suas costas e ia afundando, ao mesmo tempo que o índio dava outras voltas com a corda, amarrando ainda mais a boca. A gordura do jacaré era muito utilizada pelos nativos na feitura de pães.
Na contramão da maioria de outras tribos, os suruís-paíteres, de Mato Grosso e Rondônia, não comiam jacaré, enquanto que mulheres gestantes dos ianomámis, do Amazonas, não comiam jacaré para que a criança que ia nascer não se parecesse com este animal.